# Ayera
Ayera es una localidad de la comarca Hoya de Huesca, que pertenece al municipio de Loporzano en la provincia de Huesca, España, su distancia a Huesca es de 13 km.

## Demografía
| 1970 | 2000 | 2002 | 2004 | 2006 | 2008 | 2010 |
| ---- | ---- | ---- | ---- | ---- | ---- | ---- |
| ?    | 15   | 15   | 17   | 13   | 14   | 13   |